# Busto Arsizio (stacja kolejowa)
Busto Arsizio (wł: Stazione di Busto Arsizio) – stacja kolejowa w Busto Arsizio, w regionie Lombardia, we Włoszech. Znajdują się tu 2 perony. Obecna stacja znajduje się w Piazza Volontari della Libertà, wzdłuż Strada Garottola do Olgiate Olona.

## Historia
Do początku XX wieku stara stacja była zarządzana przez Società per le Strade Ferrate del Mediterraneo, znajdując się na skrzyżowaniu obecnych Viale Duca d'Aosta i Via XX Settembre, gdzie znajdowały się perony. Uruchomiono linię z Busto Arsizio do Gallarate i  Novary, z odcinkiem Mediolan-Rho pochodzi z 20 grudnia 1860.
Nowy dworzec kolejowy, imponujący budynek w porównaniu do starego, powstał w 1905 r. i otwarty został przez Benito Mussoliniego 26 października 1924.
W 2004 otwarto tunel dla pieszych na Via Palermo służący dla osób dojeżdżających do pracy.